# Armand van der Walt
Armand van der Walt (* 4. Januar 2004) ist ein südafrikanischer Sprinter, der sich auf den 200-Meter-Lauf spezialisiert hat.

## Sportliche Laufbahn
Erste Erfahrungen bei internationalen Meisterschaften sammelte Armand van der Walt im Jahr 2023, als er bei den U20-Afrikameisterschaften in Ndola in 20,82 s die Goldmedaille im 200-Meter-Lauf gewann und sich mit der südafrikanischen 4-mal-100-Meter-Staffel in 40,16 s die Silbermedaille sicherte.
2023 wurde van der Walt südafrikanischer Meister im 200-Meter-Lauf.

## Persönliche Bestzeiten
- 100 Meter: 10,30 s (+0,4 m/s), 19. April 2023 in Johannesburg
- 200 Meter: 20,49 s (+0,1 m/s), 12. April 2023 in Pretoria